# Mompha raschkiella
Mompha raschkiella ist ein Schmetterling (Nachtfalter) aus der Familie der Fransenmotten (Momphidae).

## Merkmale
Die Falter erreichen eine Flügelspannweite von 7 bis 11 Millimeter. Der Kopf ist schwärzlich braun und hat eine cremeweiße Stirn (Frons). Die Fühler sind dunkelgrau. Der Thorax ist schwarzbraun. Die Vorderflügel sind orange braun, an der Basis schwarzbraun und haben braune Costalstriche. Zur Zeichnung gehören ferner vier bleigraue Flecke, von denen sich zwei unterhalb der Costalader befinden und zwei am Flügelinnenrand. Letztere sind außen von einem Büschel abstehender schwarzer Schuppen umrandet. Ein weißer Costalfleck befindet sich bei 3/4 der Vorderflügellänge. Ein schwarzbrauner Fleck befindet sich am Apex, an diesen schließt sich ein glänzender bleigrauer Strich an. Die Hinterflügel sind dunkel bräunlich grau. 
Bei den Männchen ist der Cucullus an der Basis am breitesten. Er ist leicht gekrümmt und hat einen abgerundeten Apex. Der Sacculus ist geringfügig kürzer als der Cucullus, er verjüngt sich distal und hat eine gekrümmte Spitze. Am ventralen Rand befindet sich eine große sklerotisierte Wölbung. Der Uncus ist schlank und zugespitzt. Die Anellus-Lappen sind an der Basis breit. Sie verjüngen sich und haben einen spitzen Apex. Der Gnathos fehlt. Der Aedeagus ist kurz und mit drei verschieden geformten Cornuti versehen. 
Die Männchen unterscheiden sich von der ähnlichen Art Mompha sexstrigella durch das Vorhandensein der großen Aufwölbung am ventralen Rand des Sacculus und durch das Fehlen des sklerotisierten gabelförmigen dorsalen Randes des Sacculus. Die Weibchen unterscheiden sich von Mompha sexstrigella durch das nahezu quadratische und stark beborstete Sterigma und den am hinteren Ende knollenförmigen Ductus bursae. Mompha raschkiella unterscheidet sich von Mompha sexstrigella zudem durch die großen orangen Flecken auf den Vorderflügeln und die dunkleren Hinterflügel.

## Verbreitung
Mompha raschkiella ist mit Ausnahme des äußersten Südens und des hohen Nordens in Europa weit verbreitet. Im Osten reicht das Verbreitungsgebiet bis in den Kaukasus, die Berge Zentralasiens, in den Süden Sibiriens und nach Sachalin. Die Art fehlt in Spanien und Portugal sowie in einigen Ländern der Balkanhalbinsel mit Ausnahme Griechenlands.

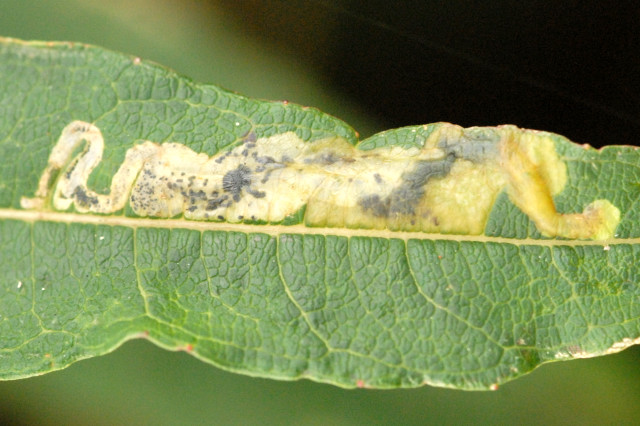
Fraßgang von Mompha raschkiella

## Biologie
Die Raupen entwickeln sich an Schmalblättrigem Weidenröschen (Chamaenerion angustifolium) und vermutlich auch an Zottigem Weidenröschen (Epilobium hirsutum). Die Art bildet normalerweise zwei Generationen im Jahr, im Norden ist es nur eine Generation. Die Raupen minieren in den Blättern und leben von Ende Mai bis Ende Juni und von Ende August bis September (bzw. von Juni bis Oktober). Die ersten Minen sind schmale Fraßgänge, die häufig der Blattmittelrippe folgen und fast vollständig mit Raupenkot gefüllt sind. Die Mine ist meist von rötlich gefärbtem Blattgewebe umgeben. Später weitet sie sich allmählich, manchmal auch plötzlich, zu einer Platzmine. Die Raupen verpuppen sich in einem grauweisen Kokon, der an Detritus angesponnen ist. Die Puppe überwintert. Die Falter fliegen von Anfang Mai bis Ende Oktober (bzw. von Mai bis August).

## Systematik
Aus der Literatur ist das folgende Synonym bekannt:
- Elachista raschkiella Zeller, 1839